# 카리시마 타나
카리슈마 탄나(힌디어: करिश्मा तन्ना, 영어: Karishma Tanna, 1983년 12월 21일 ~ )는 인도의 배우, 모델, 앵커이다.